# 結
結（ゆい）とは、主に小さな集落や自治単位における共同作業の制度である。一人で行うには多大な費用と期間、そして労力が必要な作業を、集落の住民総出で助け合い、協力し合う相互扶助の精神で成り立っている。

## 概要
「結い」とも表記する。
結とは労働力を対等に交換しあって田植え、稲刈りなど農の営みや住居など生活の営みを維持していくために共同作業をおこなうこと、もしくはそのための相互扶助組織のことをいう。社会基盤の維持にかかわるものは特に自普請ともよび、労力、資材、資金を提供しあう互助活動全体を指す。地縁にもとづく「近所付き合い」とみなすことも可能であり、古くは「十分の付き合い」や隣組も結の一種といえる。また、広義には無尽や消防団などは資金や災害対策の労役に限った結であるといえる。

## 日本の結
「ゆい」とは、田植え、屋根葺きなど一時に多大な労力を要する際におこなう共同労働の形態のことであり、「もやい（催合）」と称されることもあるが、厳密には「もやい」が「共にあるものが共に事を行う、あるいは共にもつ」のに対し、「ゆい」は「共にはないが、たがいの約束にもとづいて共に事を行う」ものであり、歴史的には「ゆひもやとはで、早苗とりてん」の歌がすでに鎌倉時代にみられるところから、中世もしくはそれ以前にさかのぼる民俗であったと推定される。ここにおける「やとう（ふ）」は「家問う（ふ）」が原義と考えられ、頼むべき家々をまわって労力の共同を申し入れ、それによって助けられれば自分の家もそれに応じて返すことを前提としていた。それに対し、「もやい」には、たがいに労力を貸し借りする観念はなかった。

### 中部地方の合掌集落
日本の富山県の五箇山から岐阜県の白川郷の合掌集落では、現在でも合掌造りの茅葺屋根の葺き替えに結の制度が残っている。葺き替えは約30年-40年に一度行われ、それにかかる労力と費用は莫大なものである（単純に人件費を現代の価値に換算すると片面の葺き替えだけでも1千万円以上ともいう）が、これらは無報酬で行われた。
- 葺き替えの手順はだいたい以下の通りである。
  - 作業の3年以上前から準備が始まる。
  - 屋根の面積から必要な茅の量と人員を概算する。
  - 作業の日取りを決め、集落を回り葺き替えをいついつ行うので手伝って欲しいと依頼する。
  - 予め作業に必要なだけの茅を刈って保存しておく（そのための「茅場」を確保してある）。
  - 役割分担を決める（茅を集める者、運ぶ者、茅を選別する者、縄などその他道具を準備する者など）。
  - 上記は専ら男性の作業である。女性は作業に従事した者達への食事、休息時の菓子、完成祝いの手土産の準備を行う。
  - 屋根の両面を同時に吹き替えることはほとんど無く、片面のみを2日間で仕上げる。
  - 1日あたり200人から300人の人手が必要となる。100人以上が屋根に登るさまは壮観である。

近年は過疎化や第一次産業の衰退、高齢化などで結の維持が難しくなってきている。一方でナショナル・トラストや一般のボランティアが各地より集まり、葺き替え作業を共同で行うようになった。
なお、白川郷では結を行う組織を合力（コーリャク）と呼び、また結の範囲は屋根の葺き替えに限らず、代掻き、田植え、稲刈り、草取り、薪割り、冠婚葬祭など生活全般に及ぶ。

### 北安曇地方の災害復旧
かつて長野県の大町市、安曇野地方北部一帯では、地形的な制約等から集落の家々は近接しており、ひとたび火災が発生すると集落全体に延焼する惨事となった。このため、あらかじめ集落ごとに異なる建築部材（梁や柱、カヤ、建具等）をストックしておき、火災に遭った家を再建する際には、日を決めて人夫を集め部材を持ち寄り、わずか2-3日の間で1棟を建て上げてしまうといった大規模な結が組まれていた

### 沖縄
沖縄（かつての琉球）では「ゆいまーる」または「いーまーる」と呼ばれる結の習慣が残っている。「ゆい」は前述の「結」（共同、協働）であり、「まーる」は「回る」の訛りで順番を表す。従ってゆいまーるとは「相互扶助」を順番にかつ平等に行っていくことを意味する。ゆいまーるも結と同様に、見返りは期待されない。ウージ（サトウキビ）畑の収穫の際、例えば5人でゆいまーるが組織されたとする。そのとき5名が一致団結して一件ずつ順番に全てのサトウキビ刈りを行う。この組織を「結い組」というが、リーダーの存在しないインフォーマル・グループなのである。ゆいまーるは農作業に限定されず、家屋や墓地の建造にも及ぶ。また沖縄では金銭的な相互扶助の習慣も根強く残っており、ほとんどの県民が何らかの模合のメンバーとなっている。
ゆいまーるを組む人々は親戚、近隣住民、友人などさまざまであるが、ゆいまーるを通して家族同様の長い付き合いをすることになる。ゆいまーるも結と同様に近年では消失しつつある。現代の生産形態や社会生活の進歩が、旧来の農業時代のゆいまーるを必要としなくなったのである。

## 東洋の相互扶助

### 台湾・インドネシア
日本統治下にあった台湾では隣組が導入された。インドネシアにも隣組が導入された経緯があり、第二次世界大戦後もインドネシア政府はこれを続けた。

### 朝鮮
かつて東アジアでも、結と同じような共同作業の制度が存在した。ここでは朝鮮の制度を紹介する。朝鮮ではプマシやトゥレと呼ばれる助け合いの制度が存在していた。プマシが比較的小規模で個人的な関係であるのに対し、トゥレは村の成人男子の集団ほぼ全員で組織されるという点でその性格を異にする。両班を頂点とするタテ社会であった朝鮮にあって、プマシ・トゥレと言った組織は平等なヨコ社会であった。プマシ・トゥレは第二次世界大戦後まで存在したが、農業の近代化と共に姿を消した。

#### プマシ
プマシ（ko:품앗이）は個人対個人、または家族対家族との契約といった私的な、比較的小規模（2-20名程度）な関係で構成される。プマシによる相互扶助は必ずしも同質ではなく、作業量も等量とは限らなかった。要は双方が納得すれば良かったのである。
プマシは作業の規模によっては、複数の家族単位で行われた。農繁期は一家族の労働力では追いつかない。そのため複数の家族が共同でそれぞれの田畑の作業をこなしていく。プマシの期間中は、依頼した者が食事や必要な資材を負担した。夕食には酒も振る舞った。先述したとおり、プマシは個人や家族間で行われるが、時には村と村の間で行われることもあった。

#### トゥレ
プマシが私的な関係であるのに対して、トゥレ（ko:두레）は集落の住民全体の農作業や公共事業といった公的な共同作業である。トゥレは、新羅の郷歌に謡われていることからも、その起源を三国時代にまで遡ることができるが、朝鮮全域に普及するのは李氏朝鮮後期まで待つことになる。
トゥレは主に若者（20-35歳）を中心に65歳までの男性のみで構成される。1戸から1人動員されるのが原則である。
トゥレは田植えから稲刈り・脱穀までの一連の農作業や灌漑事業、道路整備と言った公共事業を集団のチカラで相互扶助で助け合い行ったので、集落の住民は積極的にこれを活用した。特に老人や弱者など非力な者達にとってのメリットは、計り知れないものであった。
トゥレは単に農作業に限らず、冠婚葬祭や、農楽、村祭の運営など、村民の生活全般に関わった。特に田植えや稲の刈り入れなどの、集団作業時の意欲を鼓舞する大がかりな農楽戯や、豊作祈願と村の安泰を祈念するため行う村祭などは、トゥレのもう一つの一面を表している。一部地方においては農楽を「トゥレ戯」と呼ぶ。

## 関連事項
- 普請
- 相互扶助
- 互酬
- 村八分（十分の付き合い）
- 隣組
- 地縁
- 惣村
- 町内会
- 模合
- 入会地
- 里山
- ローカル・コモンズ
- 地域
  - 地域コミュニティ
- 絆
- 共助
- 共依存
- 公共